# 十间房站
十间房站是位于内蒙古自治区通辽市十间房村的一个铁路车站，邮政编码28037。车站建于1966年，有通让铁路经过该站，现不办理客货运业务，车站及其上下行区间均未电气化。车站距离通辽站48公里，隶属沈阳铁路局，是五等站。